# Le Bracelet de la marquise
Le Bracelet de la marquise è un cortometraggio muto del 1911 diretto da Louis Feuillade.

## Produzione
Il film fu prodotto dalla Société des Etablissements L. Gaumont

## Distribuzione
Distribuito dalla Société des Etablissements L. Gaumont, uscì nelle sale cinematografiche francesi nel luglio 1911 in una versione di 465 metri. Negli Stati Uniti, venne distribuito dalla Kleine Optical Company il 22 luglio con il titolo inglese Jimmie, the Detective come uno split reel di 200 metri: nelle proiezioni, veniva programmato accorpato in un'unica bobina con un altro cortometraggio, il documentario In the Shadow of Vesuvius.